# 向田邦子賞
向田邦子賞，為紀念1981年於三義空難不幸罹難的作家向田邦子對於劇本的貢獻，東京新聞通信社於1982年創設該獎項，以獎勵其他從事劇本寫作人員。
每年頒發一次，由前一年4月1日至當年3月31日間，所播放的電視連續劇劇本中，由評審選出受獎編劇與劇本。

## 得獎作品
- 第1回（1982年） - 市川森一《淋しいのはお前だけじゃない》（TBS）
- 第2回（1983年） - 山田太一 《日本の面影》（NHK）
- 第3回（1984年） - 池端俊策 《私を深く埋めて》（TBS）、《羽田浦地図》（NHK）、《危険な年ごろ》（日本電視台）
- 第4回（1985年） - 早坂暁 《花へんろ・風の昭和日記》（NHK）
- 第5回（1986年） - 寺内小春 《麗子の足》（TBS）、《イキのいい奴》（NHK）
- 第6回（1987年） - 田向正健 《橋の上においでよ》（NHK）
- 第7回（1988年） - 黒土三男 《とんぼ》（TBS）、『うさぎの休日》（NHK）
- 第8回（1989年） - 中島丈博 《戀愛模式（日语：恋愛模様）》《海光（日语：海照らし）》《幸福的市民（日语：幸福な市民）》（NHK）
- 第9回（1990年） - 山田信夫 《去っていく男》（富士電視台）
- 第10回（1991年） - 冨川元文 《二本の桜》（NHK）、《結婚しない女達のために》（日本電視台）
- 第11回（1992年） - 松原敏春 《家族日和'93》（朝日電視台）
- 第12回（1993年） - 岩間芳樹 《定年、長い余白》（TBS）
- 第13回（1994年） - 鎌田敏夫 《29歲的聖誕節（日语：29歳のクリスマス）》（富士電視台）
- 第14回（1995年） - 筒井共美（日语：筒井ともみ） 《響子》（TBS）、《小石川之家（日语：小石川の家）》（東京電視台）
- 第15回（1996年） - 大石静 《雙胞胎（日语：ふたりっ子）》（NHK）
- 第16回（1997年） - 金子成人《你敬我一尺，我敬你一丈（日语：魚心あれば嫁心）》（東京電視台）、《未完結的童話（日语：終わりのない童話）》（TBS）
- 第17回（1998年） - 野澤尚 《結婚前夜》（NHK）、『沉睡的森林》（富士電視台）
- 第18回（1999年） - 北川悅吏子 《美麗人生》（TBS）
- 第19回（2000年） - 大森寿美男 《小偷家族》（日本電視台）、《トトの世界》（NHK）
- 第20回（2001年） - 岡田惠和 《水姑娘（日语：ちゅらさん）》（NHK）
- 第21回（2002年） - 倉本聰 《来自北国2002遺言》（富士電視台）
- 第22回（2003年） - 木皿泉 《西瓜》（日本電視台）
- 第23回（2004年） - 大森美香 《不愉快的基因》（富士電視台）
- 第24回（2005年） - 遊川和彦 《女王的教室》（日本電視台）
- 第25回（2006年） - 井上由美子 《町辯（日语：マチベン）》（NHK）
- 第26回（2007年） - 坂元裕二 《我們的教科書》（富士電視台）
- 第27回（2008年） - 古澤良太《奇聞趣事 傳說的刑警（日语：ゴンゾウ 伝説の刑事）》（朝日電視台）
- 第28回（2009年） - 從缺
- 第29回（2010年） - 宮藤官九郎 《自戀刑警》（TBS）
- 第30回（2011年） - 岩井秀人（日语：岩井秀人） 《生產與出生 後來的事情（日语：生むと生まれる それからのこと）》（NHK）
- 第31回（2012年） - 中園美保 《初戀》（NHK）、《派遣女醫X》（朝日電視台）
- 第32回（2013年） - 森下佳子 《多謝款待》（NHK）
- 第33回（2014年） - 前田司郎（日语：前田司郎） 《徒步7分（日语：徒歩7分）》（NHK）
- 第34回（2015年） - 藤本有紀（日语：藤本有紀） 《近衛門（日语：ちかえもん）》（NHK）
- 第35回（2016年） - 矢島弘一（日语：矢島弘一） 《毒島百合子的赤裸裸日記》（TBS）
- 第36回（2017年） - 笨蛋節奏《架空OL日記》（日本電視台）
- 第37回（2018年） - 野木亞紀子《無法成為野獸的我們》（日本電視台）
- 第38回（2019年） - 金子茂樹《我的故事很長》（日本電視台）
- 第39回（2020年） - 橋部敦子《萌子美～雖然她有點怪～（日语：モコミ～彼女ちょっとヘンだけど～）》（朝日電視台）
- 第40回（2021年） - 吉田惠里香《不能相爱的两个人》（NHK）[1]
- 第41回（2022年） - 三谷幸喜《镰仓殿的13人》（NHK）
- 第42回（2023年） - 源孝志《Grace的履歷》（NHK）
- 第43回（2024年） - 兵藤琉璃《我的日記》（朝日電視台）[2][3]

## 外部連結
- （日語）TOKYO NEWS - 向田邦子賞（页面存档备份，存于）